# Picumne de Castelnau
Picumnus castelnau
Espèce
Statut de conservation UICN

 LC  : Préoccupation mineure
Le Picumne de Castelnau, Picumnus castelnau, est une espèce d'oiseaux de la famille des Picidae (sous-famille des Picumninae). Il est quasi-endémique de l'Amazonie péruvienne où il fréquente les rives du río Ucayali et de l'Amazone.
Son nom est dédié à Francis de Laporte de Castelnau (1802-1880).